# Geomys personatus
Geomys personatus är en däggdjursart som beskrevs av Frederick W. True 1889. Geomys personatus ingår i släktet Geomys och familjen kindpåsråttor. IUCN kategoriserar arten globalt som livskraftig. Inga underarter finns listade i Catalogue of Life. Wilson & Reeder (2005) skiljer mellan 7 underarter.
Det vetenskapliga namnet är latin och betyder "har en ansiktsmask". Det syftar på en mörkare region mellan ögonen på nosen.
Arten blir med svans 22 till 31 cm lång, svanslängden är 6 till 11 cm och bakfötterna är 3 till 4 cm långa. Hannar är något större än honor. Geomys personatus skiljer sig från andra släktmedlemmar i avvikande detaljer av skallens konstruktion. Liksom sina nära släktingar har den kindpåsar, små ögon, en kort svans med glest fördelade hår och kraftiga klor vid framtassarna. I varje käkhalva förekommer en framtand, ingen hörntand, en premolar och tre molarer. Pälsens färg är oftast anpassad till jordens färg i utbredningsområdet. I sällsynta fall kan pälsen ha vita prickar. Pälsbytet sker varje år före vintern och under våren.
Denna gnagare förekommer med flera från varandra skilda populationer i södra Texas och i angränsande områden av Mexiko. Arten gräver underjordiska bon i sand eller i annan mjuk jord med gräs och några buskar eller träd som vegetation. Gångarna kan ha en längd av 30 meter när de räknas ihop. Födan utgörs huvudsakligen av underjordiska växtdelar som rötter eller rotfrukter. Mellan oktober och februari har honor upp till två kullar med 3 till 4 ungar per kull.

## Bildgalleri

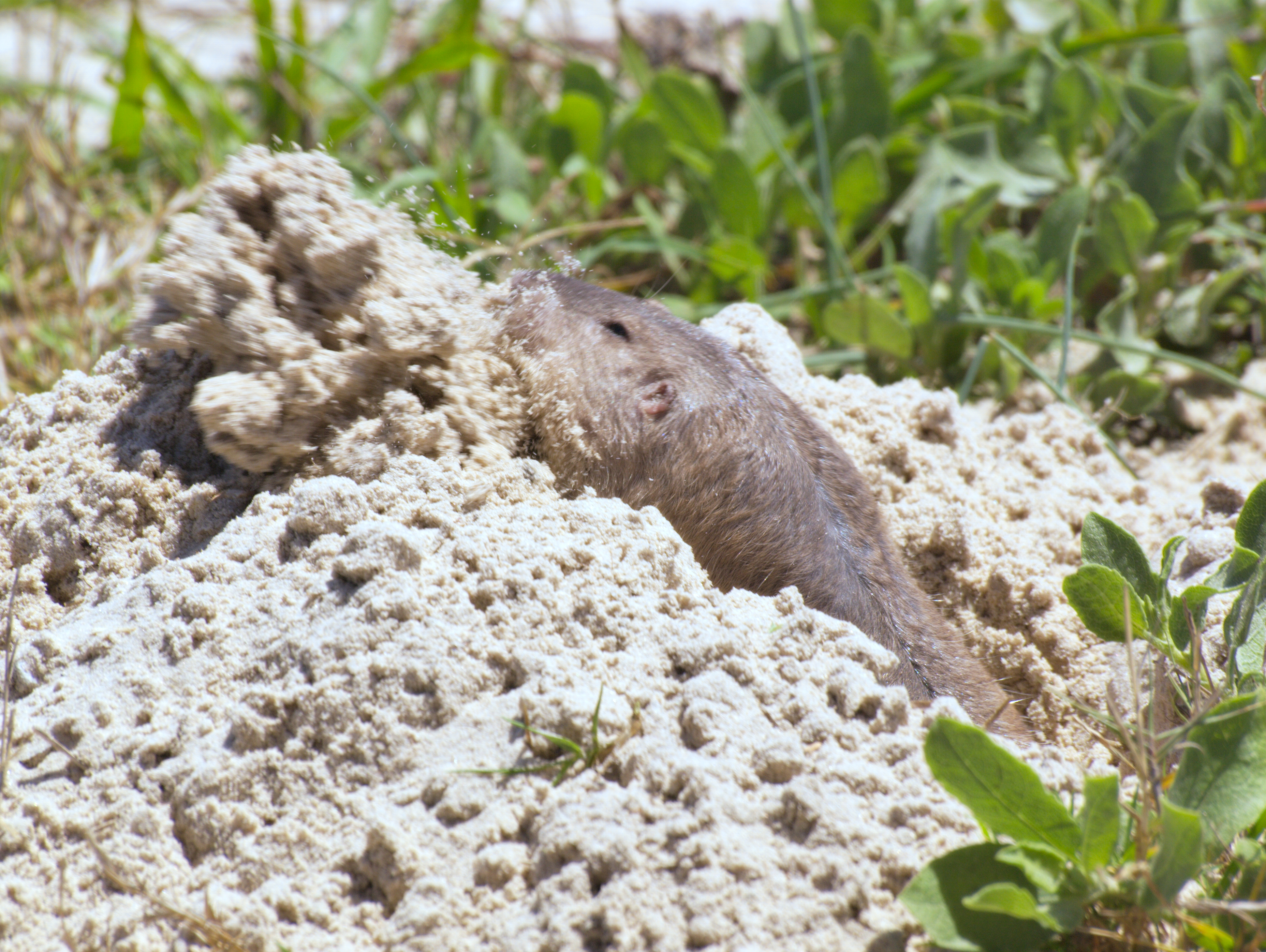
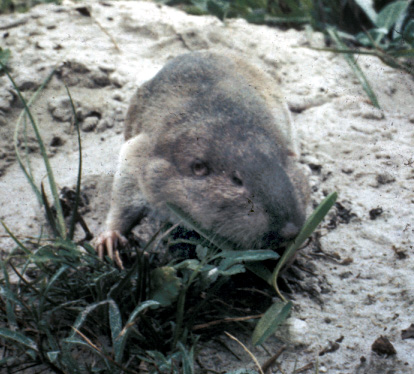